# سمیونوفکا (شهرستان ملئوزوفسکی، باشقیرستان)
سمیونوفکا (انگلیسی: Semyonovka, Meleuzovsky District, Republic of Bashkortostan) یک شهرک در شهرستان ملئوزوفسکی استان باشقیرستان کشور روسیه است.